# Microrregión de Pato Branco
La microrregión de Pato Branco es una de las microrregiones del estado brasileño del Paraná perteneciente a la mesorregión Sudoeste Paranaense. Su población fue estimada en 2006 por el IBGE en 154.058 habitantes y está dividida en diez municipios. Posee un área total de 3.883,059 km².

## Municipios
- Bom Sucesso do Sul
- Chopinzinho
- Coronel Vivida
- Itapejara d'Oeste
- Mariópolis
- Pato Branco
- São João
- Saudade do Iguaçu
- Sulina
- Vitorino

- Datos: Q2332085